# Wing Commander - Attacco alla Terra
Wing Commander - Attacco alla Terra (Wing Commander) è un film di fantascienza del 1999, diretto da Chris Roberts, ispirato alla serie di videogiochi Wing Commander. Il regista Roberts è stato anche l'autore del franchise videoludico.
Il film è ambientato un mese prima rispetto all'inizio del videogioco Wing Commander e racconta della guerra interstellare tra la confederazione terrestre e i Kilrathi, una razza di alieni simili a felini.

## Trama
I bellicosi alieni Kilrathi assaltano l'avamposto terrestre Pegasus, riuscendo ad entrare in possesso di un sistema di navigazione con le mappe per giungere fino alla Terra.
Christopher Blair, un giovane pilota assegnato alla TCS Tiger Claw, con il resto della squadra svolge delle missioni per guadagnare tempo in modo da consentire alla flotta della Confederazione di preparare una linea di difesa per la Terra e fermare l'invasione dei Kilrathi. L'equipaggio della TCS Tiger Claw è solcato da diffidenze interne che creano tensioni nel gruppo. Le tensioni sono ulteriormente alimentate dal fatto che Blair è figlio di un pilota umano e di una pellegrina, un'esploratrice che dopo molti anni nello spazio aveva acquisito la capacità di viaggiare nel cosmo senza l'utilizzo di computer di navigazione. Dato che la Terra aveva combattuto una feroce guerra con i pellegrini, alcuni membri dell'equipaggio sono molto critici nei confronti di Blair. La squadra della Tiger Claw affronta le proprie diffidenze durante una decisiva battaglia contro gli alieni.

## Produzione
Chris Roberts oltre ad essere il regista è anche il creatore del franchise videoludico, ha partecipato attivamente alla pre-produzione e post-produzione, scegliendo personalmente e volutamente attori al debutto o con poca esperienza nell'industria cinematografica, e curando gli effetti speciali.
Il film è stato girato in Lussemburgo con una spesa molto limitata, perlopiù dovuta a problemi di finanziamento. Questo ha influenzato grandemente la scarsa promozione e lo sviluppo degli effetti speciali (es. per alcuni alieni si è dovuto ricorrere al trucco e al make-up per non eccedere nei costi).
I caccia utilizzati nel film sono delle versioni molto modificate del caccia inglese English Electric Lightning e molti effetti speciali sono realizzati al computer e aggiunti in post produzione.

## Rapporto con i videogiochi
Il film riprende l'universo di Wing Commander: i personaggi, le astronavi e le missioni sono simili, sebbene non uguali. Per esempio i pellegrini non sono mai citati nei videogiochi sebbene due libri ne parlino. Le astronavi pur avendo nomi uguali a quelle dei videogiochi esternamente sono diverse da quelle utilizzate nei videogiochi e diversi personaggi occupano posizioni diverse. Le stesse storie personali dei personaggi entrano parzialmente in conflitto con quanto descritto nei videogiochi e nei libri, rendendo il film parzialmente non canonico.
L'adattamento ha voluto omaggiare i film di guerra, includendo anche scene controverse, ad esempio la sequenza in cui l'astronave madre TCS Tiger Claw viene bombardata con ordigni simili alle bombe di profondità, che nonostante l'assenza di suono nello spazio vengono comunque a farsi sentire le esplosioni.

## Accoglienza
Il film fu un insuccesso dal punto di vista commerciale e della critica.
Negli Stati Uniti d'America il film venne classificato come PG-13 per via delle scene di sesso e di violenza.
La 20th Century Fox allegò al film il primo trailer completo di Star Wars Episodio I - La minaccia fantasma. Quello era il primo trailer a includere corpose sequenza tratte dal film definitivo e quindi il primo trailer realmente utile per rendersi conto di come sarebbe stato il film. La prima settimana di proiezione molte persone pagarono il biglietto per vedere il trailer, infatti finito questo abbandonavano il cinema senza vedere il film.

## Romanzo
Dal film è stato tratto un romanzo scritto da David Tepol. Il libro segue in modo abbastanza fedele il film pur distaccandosi dalla trama in alcuni punti. Per esempio all'inizio del film l'attacco dei Kilrathi viene descritto con molti particolari e vengono in generale fornite molte più informazioni sugli alieni.